# Abdelmajid Shaita
 (mai 2015).
Si vous disposez d'ouvrages ou d'articles de référence ou si vous connaissez des sites web de qualité traitant du thème abordé ici, merci de compléter l'article en donnant les références utiles à sa vérifiabilité et en les liant à la section « Notes et références ».
Abdelmajid Shaita est un footballeur marocain né le 19 janvier 1955 à Casablanca.

## Biographie
Pur produit de l'école du Wydad de Casablanca, il débute dans les équipes de jeunes du club. Avec celui-ci, il joue son premier match officiel contre le Raja de Beni Mellal.
Il fait partie de la première génération d'or du Wydad Athletic Club, avec qui il remporte trois titres en 1978 : le Championnat du Maroc, la Coupe du Trône et enfin la Coupe Mohammed V.

## Sélections en équipe nationale
1. 12/09/1976 Arabie Saoudite - Maroc Riyadh 0 - 2 Amical
2. 14/10/1976 Yemen du sud - Maroc Damas 0 - 4 Jeux Panarabes 1976 / 1 but
3. 18/10/1976 Syrie - Maroc Damas 0 - 0 Jeux Panarabes 1976
4. 12/12/1976 Maroc - Tunisie Casablanca 1 - 1 Elim. CM 1978
5. 23/03/1977 Syrie vs Maroc à Damas : 0 - 2 Amical
6. 27/07/1977 Iran - Maroc Pékin 1 - 1 (4 - 3) Classement Tournoi Pékin / 1 but
7. 26/02/1978 Maroc – URSS Marrakech 2 - 3 Amical
8. 06/03/1978 Maroc - Tunisie Kumasi 1 - 1 CAN 1978
9. 09/03/1978 Maroc - Congo Kumasi 1 - 0 CAN 1978
10. 11/03/1978 Ouganda - Maroc Kumasi 3 - 0 CAN 1978
11. 18/02/1979  Maroc - Mauritanie Nouakchott 2 - 2 Elim. CAN 1980
12. 08/04/1979 Maroc - Mauritanie 4 - 1 Casablanca Elim. CAN 1980
13. 23/09/1979 Égypte - Maroc Youg. 0 - 0  J.M 1979
14. 28/10/1979 Maroc - Togo Mohammedia 7 - 0 Elim. CAN 1980
15. 16/11/1980 Maroc – Zambie Fès 2 - 0 Elim. CM 1982
16. 30/11/1980 Zambie - Maroc Lusaka 2 - 0 (4 - 5) Elim. CM 1982
17. 15/02/1981 Maroc - Syrie Fés 3 - 0 Amical
18. 26/04/1981 Maroc - Égypte Casablanca 1 - 0 Elim. CM 1982
19. 16/08/1981 Maroc - Zambie Fès 2 - 1 Elim. CAN 1982

## Les matchs olympiques
1. 23/07/1977 : Shanghai Japon 'B' v Maroc 0 - 4 Tournoi de Pékin / 1 but
2. 15/04/1979 : Casablanca Maroc v Sénégal 1 - 0 Elim. JO 1980
3. 25/09/1979 : Zadar Yougoslavie v Maroc 2 - 1 J.M 1979
4. 09/12/1979 : Casablanca Maroc v Algérie 1 - 5 Elim. JO 1980

## Palmarès

### Senior
- Championnat du Maroc (4)
  - Champion : 1975, 1976, 1977, 1986

- Coupe du Trône (4)
  - Vainqueur : 1970, 1978, 1979, 1981

- Coupe Mohammed V (1)
  - Vainqueur : 1979

- Tournoi du Marche Verte (1)
  - Vainqueur : 1975

- Tournoi International de Meknès (1)
  - Vainqueur : 1979

- Trophée Mohamed Benjelloun (1)
  - Vainqueur : 1983

- Tournoi d'Indépendance : (1)
  - Vainqueur : 1983

### Junior
- Championnat du Maroc (2)
  - Champion : 1968, 1969

### Titres personnels
- Meilleur joueur de la Botola Pro IAM (3)
  - Vainqueur : 1976, 1977, 1978